# Havre-Saint-Pierre
Havre-Saint-Pierre es un municipio canadiense situado en la provincia de Quebec.

## Superficie
Havre-Saint-Pierre tiene una superficie de 2570,09 km².

## Demografía
En 2021, tenía 3337 habitantes, una densidad poblacional de 1,3 hab./km², y 1655 viviendas.